# エイドリアン・ピカリング
エイドリアン・ピカリング（Adrienne Pickering、1981年2月22日 - ）は、オーストラリアの女優。

## 出演作品
- 赤い珊瑚礁　オープン・ウォーター（スージー）
- ノウイング（アリソン）